# Werner Freund
Werner Freund (Garbanteich, 1933. március 2. – Merzig, 2014. február 9.) német állatvédő, tudós.
A róla elnevezett farkasparkban gyakorlatilag együtt élt a farkasokkal, falkavezérként tisztelték őt. E kivételes életvitelből ered híressége. 

### Korai évei
Werner Freund Németországban látta meg a napvilágot 1933-ban. Fiatalkorában kertészként és határőrként kezdett dolgozni, majd később behívták katonának a Bundeswehrbe (Szövetségi Védelmi Erő), 1957-ben. A légierőnél szolgált Merzigben, ahol később le is telepedett. 1964-től pedig expedíciókat vezetett a világ minden tájára. 

### Élet a farkasokkal
1972-ben megnősült, majd 5 évvel később megalapította saját farkasparkját, a Werner Freund Farkasparkot Merzigben, egy 25 hektáros területen. 
Egy egyszerű farkas örökbefogadásból indult minden, amit újabbak követtek.
Ekkor ismerte meg a farkasokat egy olyan szemszögből, ami keveseknek adatott meg eddig. Freund rájött, hogy úgy ismerheti meg ezeket az állatokat, ha ő maga is a falka tagja lesz. Így is cselekedett, a farkasfalka tagjai pedig elfogadták őt, mint tagot a szigorú dominancia-hierarchia rendben.
Ezután számos könyvet írt, többek között a Magyarországon is beszerezhető Farkasember címmel megjelentetett művet.
6 farkasfalkája lett összesen, és 70 állatot nevelt fel, közel 40 év alatt. Kiemelkedő képességeit bizonyította, hogy a táplálékot ő maga osztotta szét, ami rendkívül kockázatos vállalkozás. Ő lett az alfa. Túl 70. életévén még mindig birkózott 40-50 kg-os farkasaival.

### Halála és öröksége
Werner Freund 80 éves korában hunyt el, életének legfontosabb helyszínén, Merzigben.
Számtalan farkasokat védő kezdeményezés fűződik nevéhez, melyet követői tovább visznek. Eltökélt szándékuk, hogy javítsanak ezen állatok megítélésén.